# Derde Elfstedentocht
De derde Elfstedentocht werd op 27 januari 1917 gereden.

## Inschrijving

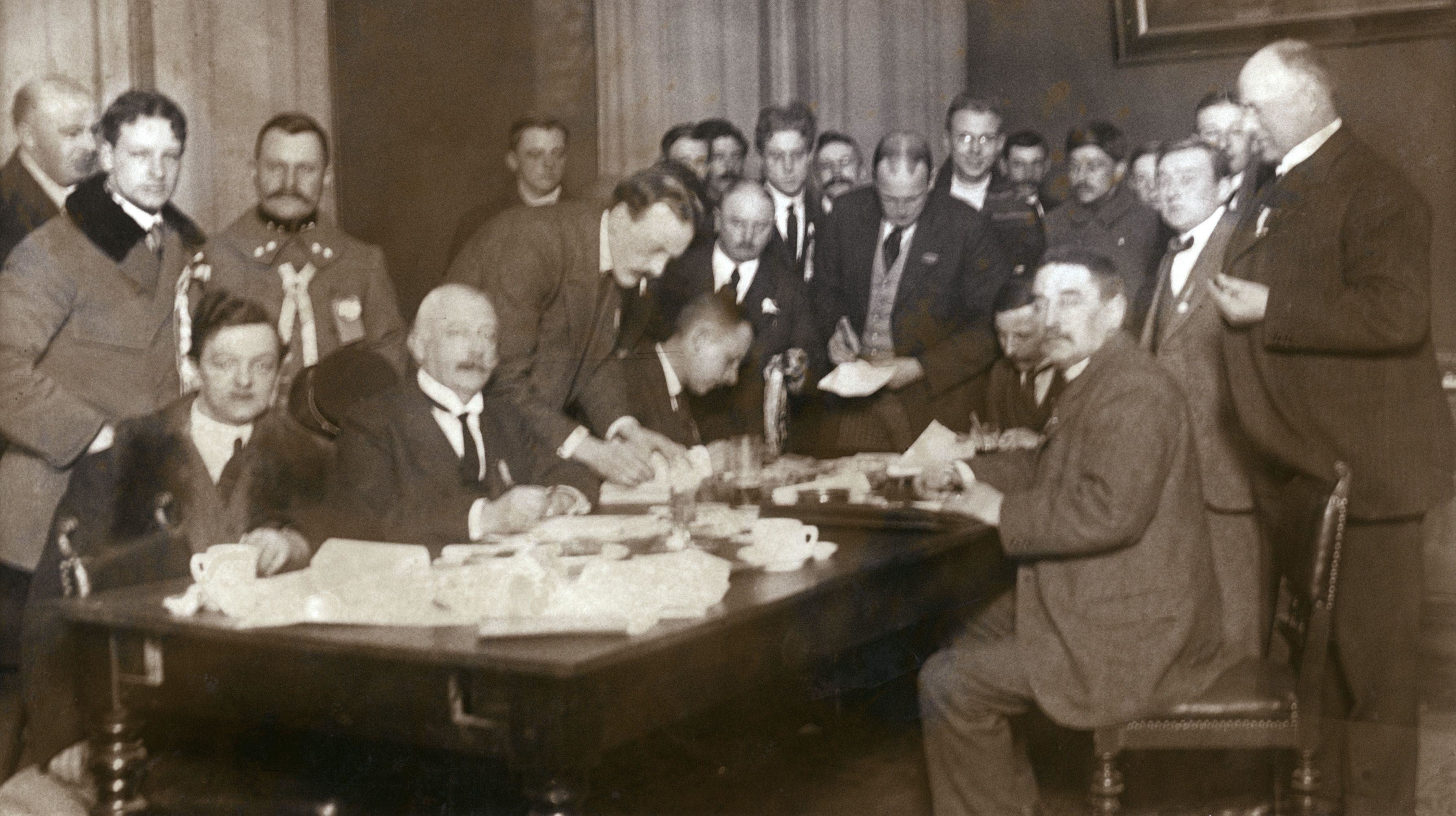
Inschrijving

De derde Elfstedentocht moest eigenlijk in 1914 plaatsvinden. De vorst was goed dat jaar, en de vereniging had dan ook in al haar optimisme de inschrijving weer geopend. De datum voor de tocht werd vastgesteld op 26 januari. Er kwamen die dag 60 tochtschaatsers en 62 toerrijders opdagen, maar slechts enkele uren voor de start werd de tocht afgelast. De dooi viel te snel in. Ook later dat jaar werd het hem niet meer. In 1917 werd door 42 wedstrijdrijders en 108 toerschaatsers een nieuwe poging ondernomen het kruisje in bezit te krijgen. Grote namen die bij de tweede Elfstedentocht hoge ogen gooiden, waren er ook nu weer bij: Coen de Koning, Gerlof van der Leij, Jan Ferwerda, Sjoerd Swierstra en anderen.

## De wedstrijd

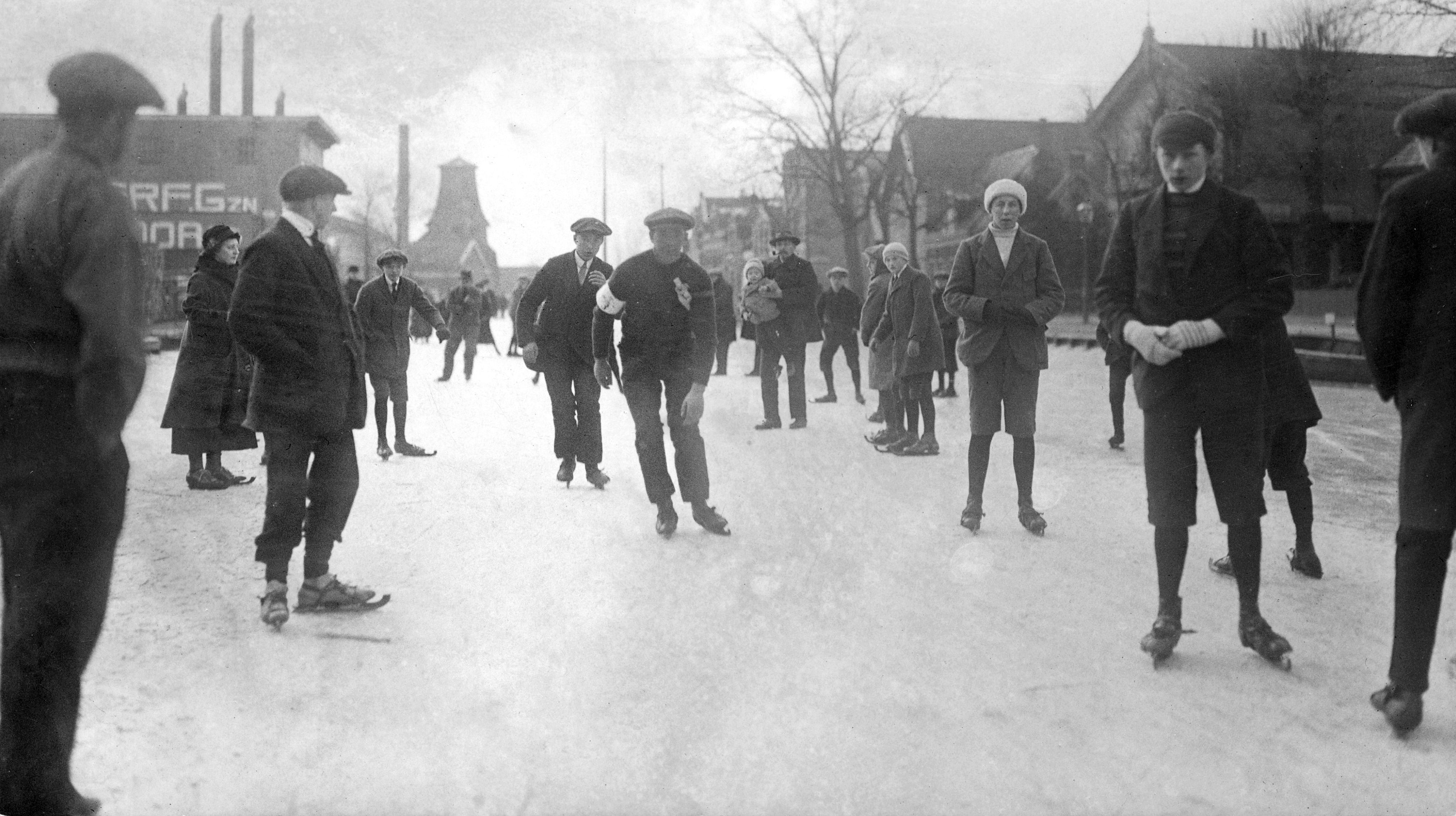
Elfstedentocht in Sneek

Voor de wedstrijd zei Coen de Koning tegen Jan Ferwerda Coen de Koning wint deze Elfstedentocht, zo niet, dan kun jij voor De Koning een doodskist bestellen. Al snel bleek De Koning zijn favorietenrol waar te kunnen maken. Op het stuk Leeuwarden – Dokkum was er nog sprake van een kopgroep, bestaande uit Coen de Koning uit Amsterdam, Swierstra, en het duo H. Krikke en Gerrit Zwijze, beide uit Gramsbergen afkomstig. Op de terugweg werd De Koning echter zo benauwd voor Swierstra dat deze een eind weg spurtte. In Leeuwarden had Coen de Koning al 2 minuten voorsprong op Swierstra. Swierstra had op zijn beurt Krikke en Zwijze achter zich gelaten. De voorsprong van De Koning bleef in stand. In Bolsward kwam hij zó snel aan dat de bemanning van de controlepost telegrammen stuurde naar de volgende stempelposten omdat deze anders misschien nog onbemand zouden zijn. In Stavoren was De Konings voorsprong gegroeid tot 20 minuten. Hij koos Jan Poepjes uit als gids voor over de meren, maar deze bleek grote moeite te hebben het hoge tempo bij te benen. Ondertussen maakte ook Swierstra gehakt van zijn achtervolgers. De achterstand liep op tot 17 kilometer in Hindeloopen.

## Finish
Swierstra liep nog 7 minuten in op De Koning, maar deze finishte in zo'n formidabele tijd dat er geen kruid tegen gewassen was: in een tijd van 9 uur en 53 minuten, een absoluut record, kwam Coen de Koning over de finish. Ook zeker noemenswaardig is de prestatie van Swierstra, 28 minuten na De Koning kwam hij binnen. Vragen over moeheid wuifde hij weg met de woorden: Geen kwestie van. Dat moest er ook nog bij komen. Ik moet toch nog dansen vanavond! Van de 108 tochtrijders voltooiden er 83 de tocht. Van de 42 wedstrijdschaatsers wisten er slechts 9 binnen 2 uur na de winnaar de eindmeet te halen. De rest werd daarom volgens de regels gediskwalificeerd.

## Uitslag

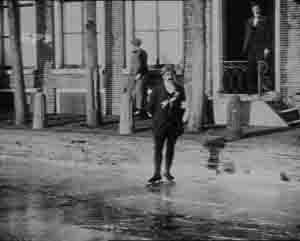
Coen de Koning (1917)

| Positie | Naam                  | Woonplaats  | Tijd  |
| ------- | --------------------- | ----------- | ----- |
| 1       | Coen de Koning        | Arnhem      | 9.53  |
| 2       | Sjoerd Swierstra      | Offingawier | 10.21 |
| 3       | Gerlof D van der Leij | Finkum      | 11.04 |
| 4       | Gerrit Zwijze         | Gramsbergen | 11.04 |
| 5       | Hendrik Kooistra      | Warga       | 11.14 |
| 6       | Eise Bergsma          | Leeuwarden  | 11.35 |
| 7       | Jan Ferwerda          | Kampen      | 11.50 |
| 8       | Sipke de Jong         | Winsum      | 11.50 |
| 9       | H. Mulder             | Wageningen  | 11.52 |

## Eerste vrouw
De vierentwintigjarige Janna van der Weg was dan wel niet de eerste vrouw die meedeed aan een officiële Elfstedentocht, zij was wel de eerste die hem uitreed. Zij kreeg een officiële huldiging in stadsschouwburg de Harmonie.